# Rettungsmedaillen der Länder der Bundesrepublik Deutschland
Die Rettungsmedaillen der Länder der Bundesrepublik Deutschland sind staatliche Ehrenzeichen der einzelnen Bundesländer, welche für die Errettung von Menschen aus Lebensgefahr gestiftet worden sind. So haben alle 16 Bundesländer der Bundesrepublik ihren eigenen Rettungsmedaille geschaffen. Diese sind:

## Gesamtüberblick
| Bezeichnung                                         | Stiftungsdatum                                                  | Aussehen | Anzahl der möglichen Verleihungen | Anmerkungen                                        |
| --------------------------------------------------- | --------------------------------------------------------------- | -------- | --------------------------------- | -------------------------------------------------- |
| Rettungsmedaille (Baden-Württemberg)                | Verliehen seit 11. März 1953.                                   |          | Einmalige Verleihung              | Verleihung postum möglich                          |
| Bayerische Rettungsmedaille                         | Verliehen seit 1. November 1952.                                |          | Mehrmalige Verleihung möglich     | Verleihung postum möglich                          |
| Rettungsmedaille (Berlin)                           | Verliehen seit 29. Mai 1953.                                    |          | Einmalige Verleihung              | keine Verleihung postum möglich                    |
| Brandenburgische Rettungsmedaille                   | Verliehen seit 14. Februar 2003.                                |          | Einmalige Verleihung              | Verleihung postum möglich                          |
| Bremische Rettungsmedaille                          | Verliehen seit 8. Mai 1973.                                     |          | Je Stufe nur einmalige Verleihung | keine Verleihung postum möglich                    |
| Hamburgische Rettungsmedaille                       | Verliehen seit 2. Oktober 1951.                                 |          | Einmalige Verleihung              | keine Verleihung postum möglich                    |
| Hessische Rettungsmedaille                          | Verliehen seit 11. Juni 1953 mit Änderung vom 6. September 2008 |          | Einmalige Verleihung              | Verleihung postum möglich (seit 2008); davor nicht |
| Hessische Medaille für Zivilcourage                 | gestiftet am 6. September 2008                                  |          | Einmalige Verleihung              | Verleihung postum möglich                          |
| Rettungsmedaille (Mecklenburg-Vorpommern)           | Verliehen seit 24. Oktober 1992.                                |          | Einmalige Verleihung möglich      | keine Verleihung postum möglich                    |
| Niedersächsische Rettungsmedaille                   | Verliehen seit 14. April 1953.                                  |          | Einmalige Verleihung              | keine Verleihung postum möglich                    |
| Rettungsmedaille (Nordrhein-Westfalen)              | Verliehen seit 1951.                                            |          | Mehrmalige Verleihung möglich     | Verleihung postum möglich                          |
| Rettungsmedaille (Rheinland-Pfalz)                  | Verliehen seit 19. März 1951.                                   |          | Einmalige Verleihung              | keine Verleihung postum möglich                    |
| Saarländische Rettungsmedaille                      | Verliehen seit 24. November 1959.                               |          | Einmalige Verleihung              | Verleihung postum möglich                          |
| Sächsisches Lebensrettungsehrenzeichen              | Verliehen seit 1. Juni 1996.                                    |          | Mehrmalige Verleihung möglich     | Verleihung postum möglich                          |
| Rettungsmedaille des Landes Sachsen-Anhalt          | Verliehen seit 7. September 2005.                               |          | Mehrmalige Verleihung möglich     | Verleihung postum möglich                          |
| Rettungsmedaille (Schleswig-Holstein)               | Verliehen seit 4. August 1954.                                  |          | Einmalige Verleihung              | keine Verleihung postum möglich                    |
| Rettungsmedaille für Rettung aus Gefahr (Thüringen) | Verliehen seit 18. August 1994.                                 |          | Einmalige Verleihung              | Verleihung postum möglich                          |